# Nederlandse kampioenschappen schaatsen pure sprint 2023
De Nederlandse kampioenschappen supersprint en de Nederlandse kampioenschappen pure sprint 2023 werden op zaterdag 11 februari 2023 gereden op de Ireen Wüst ijsbaan in Tilburg. Het was de 32e editie van het NK Supersprint. Sinds het seizoen 2018/2019 maakt het toernooi deel uit van de 'Sprint League'.
Voor de junioren C en B bestond het kampioenschap uit een supersprint-format. Dit is een wedstrijd over tweemaal een 100 en tweemaal een 300 meter per persoon. De tijden werden vervolgens teruggerekend naar de 100 meter en dan pas bij elkaar opgeteld. Voor de junioren A en de senioren was er de pure sprint waarbij een 100, een 300 en een 500 worden gereden die vervolgens omgerekend en bij elkaar opgeteld werden.
De titels bij de senioren waren voor Mika van Essen en Esmé Stollenga.

## Uitslagen

### Mannen senioren
| Rang   | Schaatser       | Punten |
| ------ | --------------- | ------ |
| Goud   | Mika van Essen  | 25,007 |
| Zilver | Pim Stuij       | 25,431 |
| Brons  | Joep Kalverdijk | 25,572 |

### Jongens junioren A
| Rang   | Schaatser        | Punten |
| ------ | ---------------- | ------ |
| Goud   | Mats van den Bos | 25,278 |
| Zilver | Swen Halferkamps | 25,700 |
| Brons  | Johan Talsma     | 25,800 |

### Vrouwen senioren
| Rang   | Schaatsster         | Punten |
| ------ | ------------------- | ------ |
| Goud   | Esmé Stollenga      | 27,112 |
| Zilver | Anna Boersma        | 27,172 |
| Brons  | Sacha van der Weide | 27,462 |

### Meisjes junioren A
| Rang   | Schaatsster     | Punten |
| ------ | --------------- | ------ |
| Goud   | Jildou Hoekstra | 27,010 |
| Zilver | Jillian Knook   | 28,034 |
| Brons  | Yasmine Bouaziz | 28,355 |

Den Haag 1991 · 
Deventer 1992 · 
Groningen 1993 · 
Utrecht 1994 · 
Alkmaar 1995 · 
Deventer 1996 · 
Deventer 1997 · 
Utrecht 1998 · 
Utrecht 1999 · 
Utrecht 2000 · 
Groningen 2001 · 
Deventer 2002 · 
Assen 2003 · 
Assen 2004 · 
Assen 2005 · 
Alkmaar 2006 · 
Groningen 2007 · 
Breda 2008 · 
Enschede 2009 · 
Hoorn 2010 · 
Enschede 2011 · 
Tilburg 2012 · 
Den Haag 2013 · 
Hoorn 2014 · 
Tilburg 2015 · 
Den Haag 2016 · 
Breda 2017 · 
Groningen 2018 · 
Deventer 2019 · 
Amsterdam 2020 · 
2021 ·
Alkmaar 2022 ·
Tilburg 2023 ·
Tilburg 2024 ·
Eindhoven 2025